# كونتورسي تيرمي
كونتورسي تيرمي (باللهجة النابولية: Cundurs) هي قرية وبلدية تقع في مقاطعة ساليرنو في كامبانيا بجنوب غرب إيطاليا.
وهي أيضا مشهرة لكون عائلاتها قد لعبت دورًا مهمًا في فهم مرض باركنسون.

## التاريخ المبكر
لم تحدد على وجه الدقة هوية مؤكدة لبلدة كونتورسي تيرمي، ولكن الآثار القديمة الموجودة عند التقاء نهر تاناجرو (تاناجر القديم) بنهر سيلي تؤكد وجود مستوطنة هناك. يُعتقد أن البلدة الرومانية القديمة "أورسنتوم" المذكورة في تاريخ الطبيعة لبليني (III.2) قد كانت هنا، لكن معظم المؤرخين يرجحون موقعها في كاجيانو.

## الينابيع الحرارية
تعود شهرة كونتورسي تيرمي إلى ينابيعها الحرارية التي تم الإشارة إليها بشكل غير مؤكد في كتابات رومانية قديمة. وقد وصفت في مخطوطة بعنوان Balnea Contursi تعود لعام 1231. تحتوي المنطقة على خمسة عشر ينبوعًا حراريًا تختلف في محتواها المعدني، وتحتفظ بسمعتها العلاجية سواء عبر الاستحمام في البرك الدافئة أو الغطس في المياه الباردة أو من خلال شرب مياهها.

## مرض باركنسون
لعبت العائلات في القرية دورًا مهمًا في فهم مرض باركنسون. في عام 1986، التقى الدكتور لاري غولب، من جامعة الطب وطب الأسنان في نيوجيرسي، بعائلة تضم ستة أفراد مصابين بمرض باركنسون، واكتشف أن أصلهم يعود إلى كونتورسي. وبعد بضعة أشهر، وجد عائلة ثانية بها عدة مرضى باركنسون أيضًا من أصول تعود إلى القرية.
هذا الاكتشاف دفع غولب للتعاون مع جوزيبي دي يوريو من جامعة نابولي لتحليل الحمض النووي لعائلات من كونتورسي وأفراد مهاجرين من القرية حول العالم. وحددوا ثلاث عائلات في إيطاليا وثلاث في الولايات المتحدة، جميعهم من نسل زوجين عاشا في كونتورسي في أواخر القرن السابع عشر وأوائل القرن الثامن عشر. من بين 400 فرد من العائلة الممتدة، والمعروفة باسم "عائلة كونتورسي"، كان 61 فردًا معروفين بإصابتهم بباركنسون. أظهر هذا الاكتشاف لأول مرة أن باركنسون يمكن أن يكون مرضًا وراثيًا.
عمل علماء الوراثة أليس لازاريني وويليام جونسون خلال أوائل التسعينيات لمحاولة تحديد الطفرة المسؤولة عن المرض. وفي عام 1996، تمكن فريق بقيادة ميهال بوليميروبولوس من المعاهد الوطنية للصحة من تحديد جين باركنسون المرتبط بعائلة كونتورسي على الذراع الطويلة للكروموسوم 4 البشري.
في عام 1997، حدد نفس الفريق طفرة نقطية في جين ألفا-سينوكلين في عائلة كونتورسي وكذلك في سلالات يونانية مصابة بمرض باركنسون.